# Unificación Democrática
Unificación Democrática (UD) är ett politiskt parti i Honduras, bildat den 29 september 1992 genom samgående mellan följande fyra vänsterpartier:
- Partido para la Transformación de Honduras
- Partido Revolucionario Hondureño
- Partido Morazanista de Liberación Nacional
- Partido Renovación Democrática

UD godkändes som lagligt av den honduranska nationalkongressen den 1 oktober 1993 och registrerades hos valmyndigheten den 28 januari 1994.
UD har deltagit i flera allmänna val sedan 1997 och har i dessa samlat mellan 1 och 3 % av rösterna.
Partiet tillhörde de organisationer som i juni 2009 bildade Nationella fronten mot statskuppen.